# 朳差岳
朳差岳（えぶりさしだけ）は、新潟県岩船郡関川村にある飯豊山地北部の山である。標高1,636.4m。日本二百名山の一つ。山頂付近はハクサンイチゲやニッコウキスゲ、マツムシソウなどの高山植物が見られる。
杁差岳、えぶり差岳と表記されることもある。

## 山名と漢字表記
農具の一種の「えぶり」（柄振・朳）を担いだ人の姿をした雪形が田植えの頃に現れることが山名の由来であるが、漢字で表記する際、「朳差岳」ではなく「杁差岳」と表されることがある。
「朳」は農機具のえんぶりを表す漢字であるが、「杁」は水門を意味する漢字である。したがって「杁差岳」という表記は誤りであるともいえる。
しかしながら、新潟県や関川村など関係自治体、観光協会などにおいても「杁差岳」と「朳差岳」の表記はどちらも用いられているため、漢字表記には混乱が見受けられる。
このような混乱を避けるため、「えぶり差岳」とひらがなで表記する文献もある。

## 登山
西側の奥胎内ヒュッテから足の松尾根を登るか、飯豊山地の主稜線を南から縦走して大石山の西隣のピークへ至り、そこから北へ伸びる稜線をたどって朳差山頂に向かうのが一般的なルートである。
山形県側から登る場合、天狗平登山口から入山し、丸森尾根ないし梶川尾根を経由して山頂に至り、避難小屋で一泊して下山するコースも用いられている。
山頂には無人の朳差岳避難小屋がある。水場は、朳差岳避難小屋の東側の雪渓尻にあるが、夏山シーズンに合わせて整備されるため7月上旬までは雪渓の雪を溶かして水を得る必要がある。
秋頃に雪渓がなくなっている場合は、さらに数分笹藪の切り開きを下り、千代吉沢から取る必要がある。千代吉沢から取る場合の水量はあまり多くない。
1964年の新潟国体の際には山岳競技の会場となった。

## 参考画像

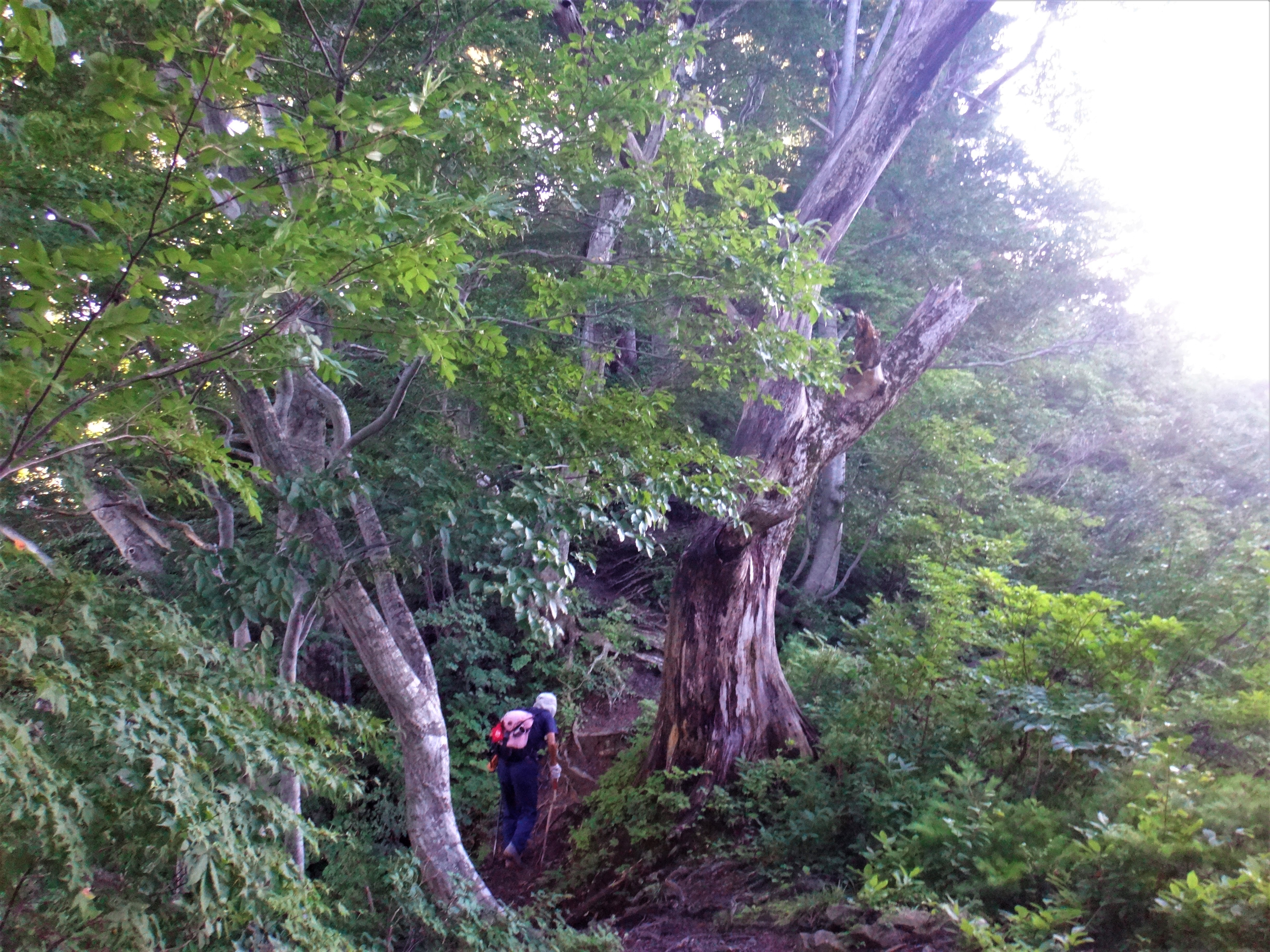
急峻な足の松尾根
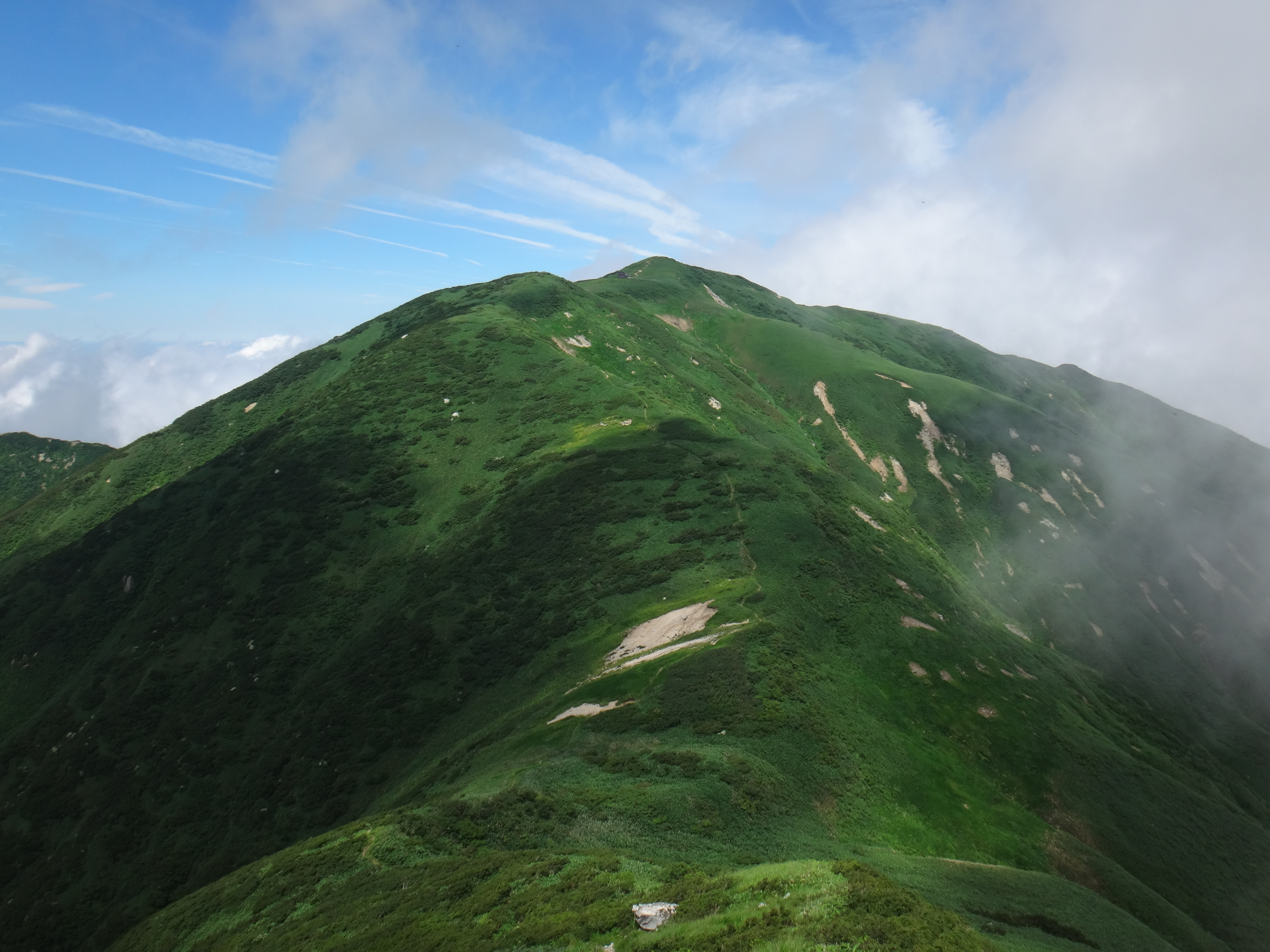
鉾立峰から見た朳差岳
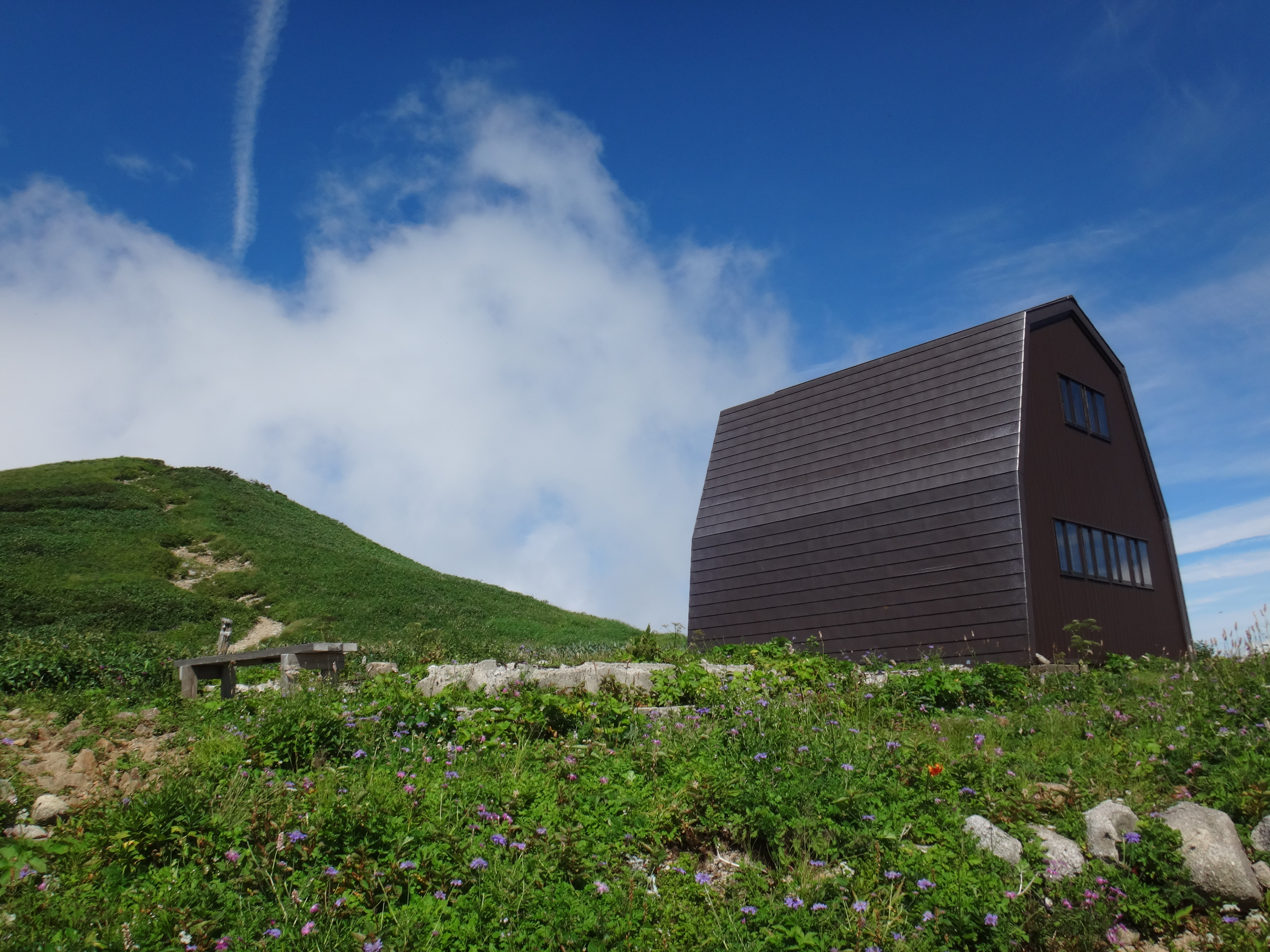
朳差小屋とお花畑
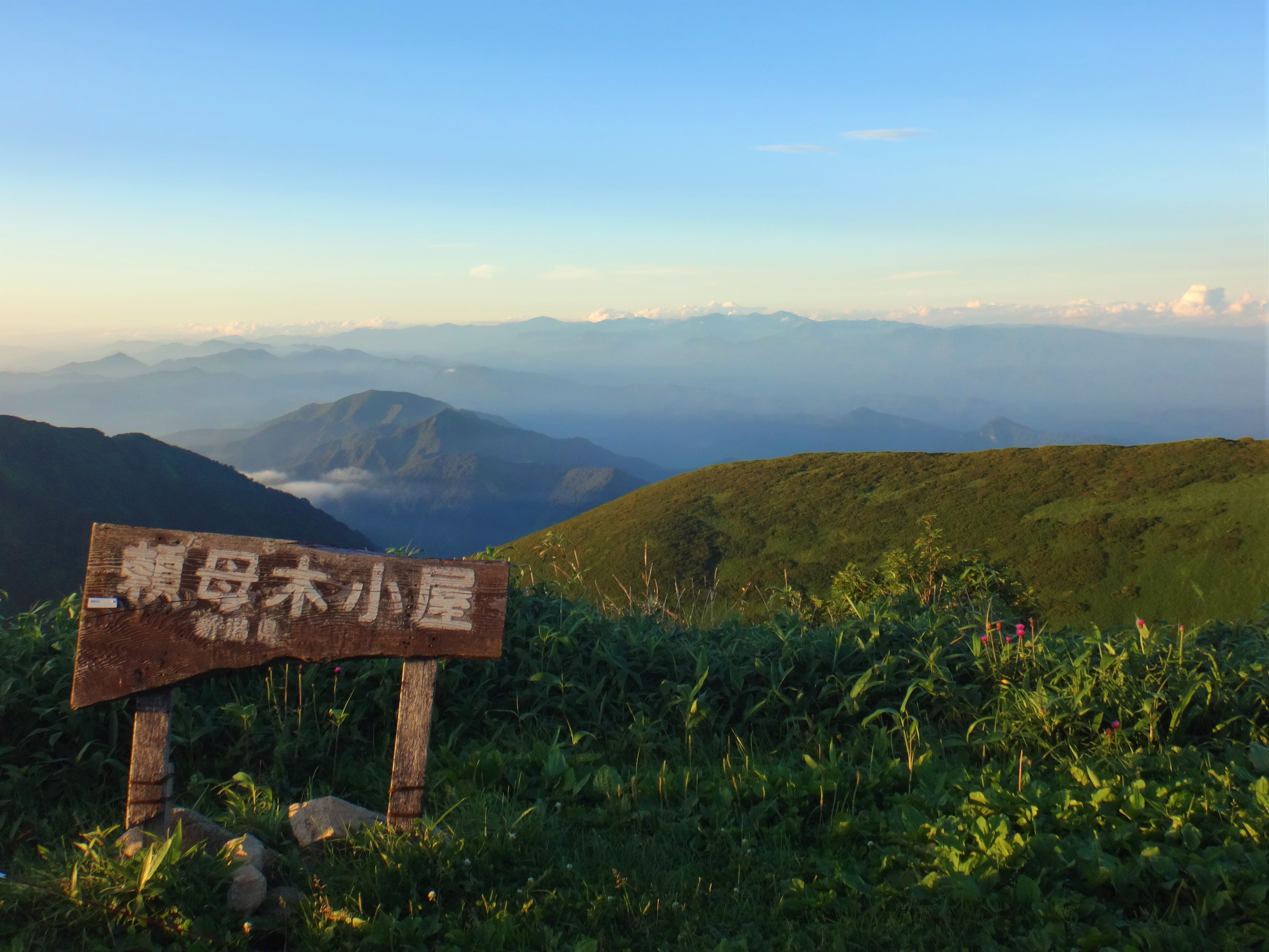
頼母木小屋から朝日連峰を望む
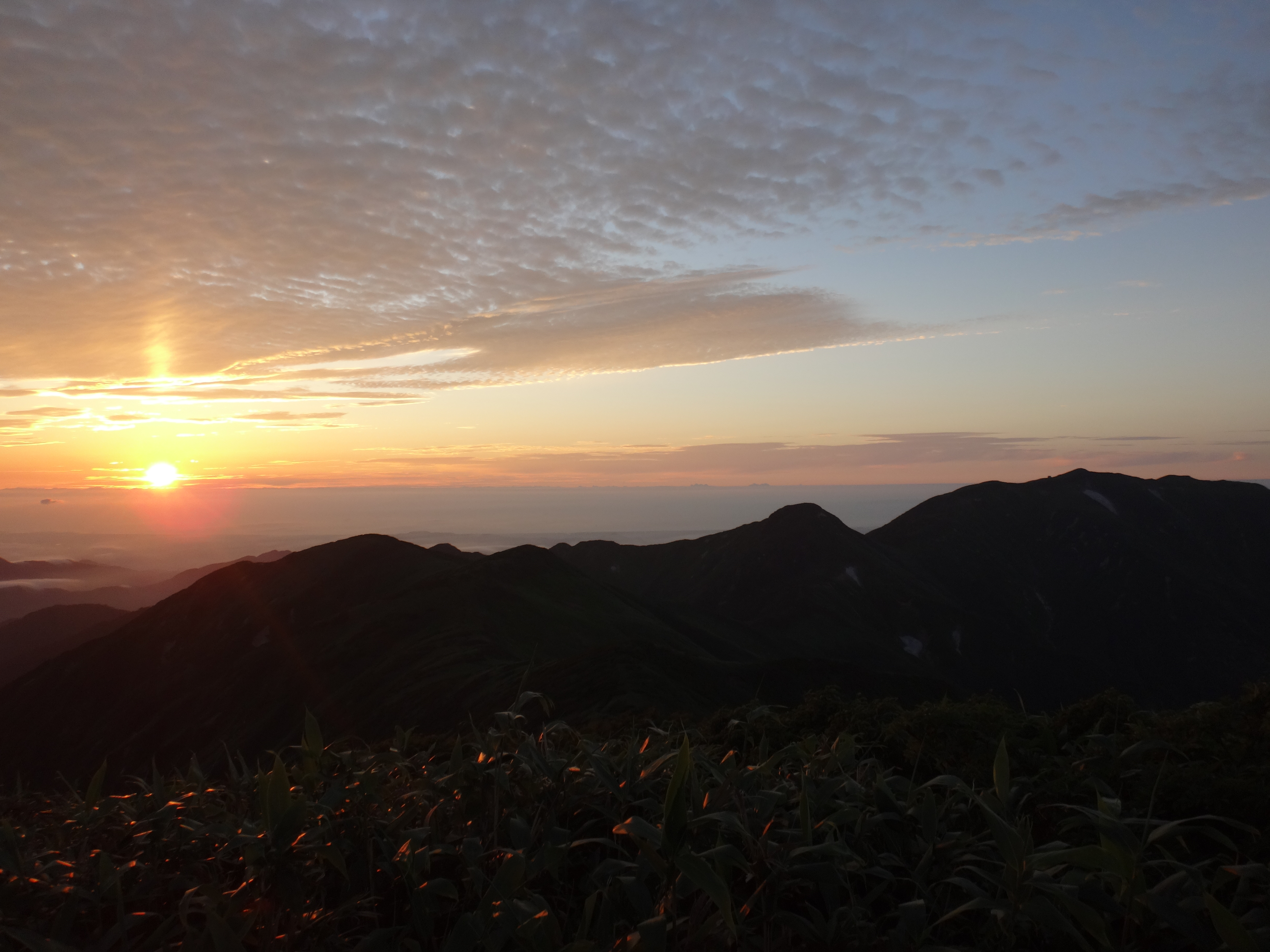
頼母木小屋から見た日の入りと朳差岳
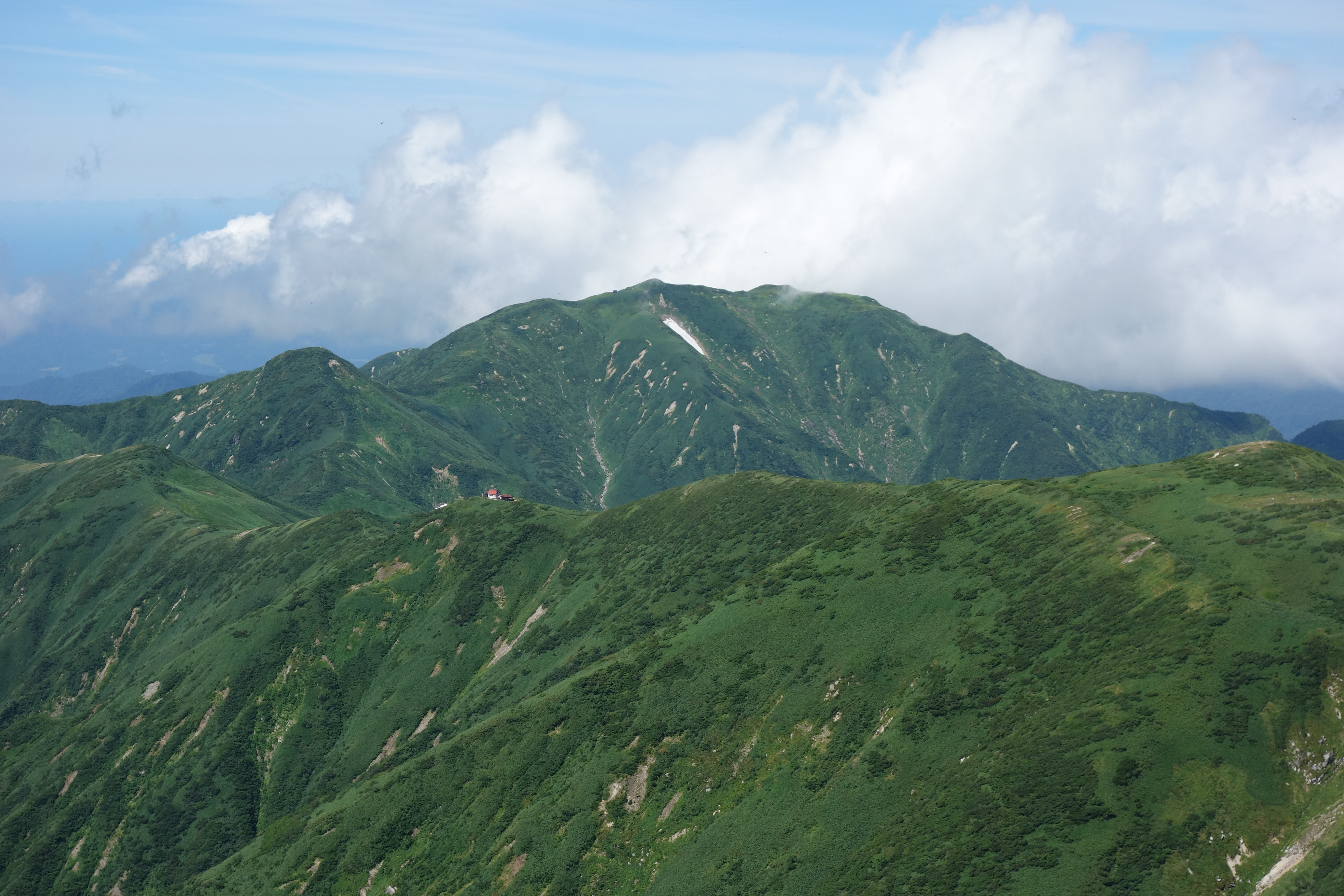
地神山から見た朳差岳（手前は頼母木小屋）